# Abha
Abha er en by i det sydvestlige Saudi-Arabien med 236.157 (2010) indbyggere. Byen er hovedstad i landets Asir-provins. 